# Środowisko elektromagnetyczne
Środowisko elektromagnetyczne – ogół zjawisk elektromagnetycznych istniejących w danym obszarze związanych z kompatybilnością elektromagnetyczną. Ze względu na zmienność parametrów tych zjawisk w czasie w opisie tego środowiska można stosować metody statystyczne.
Środowisko elektromagnetyczne ograniczone do zakresu częstotliwości radiowych określane jest jako środowisko radioelektryczne.